# Bunjaeartpia

Bunjae Artpia est un jardin botanique de bonzaï créé en 1992 et situé à Jeoji-ri sur l'île de Jejudo en Corée du Sud. Lors de la célébration du 15e anniversaire de sa création en juillet 2007,  il a été renommé en Spirited Garden (생각하는 정원) et accueille 300 000 visiteurs par an.
Ce parc est composé d'un jardin secret de 6616 m² et d'un espace botanique de 39 700 m². Il comprend de nombreux arbres centenaires, surtout des pins et des érables.
Ce jardin est issu d'une ferme fondée en 1968 par un homme originaire du Gyeonggi-do, Sung Bum-Young, pour élever des cochons et faire pousser des mandarines, des plantes ornementales et des bonsaïs.